# Adrian Miedziński
Adrian Miedziński, född 1985 i Toruń, är en polsk speedwayförare. Han kör för Vargarna i svenska elitserien och för Unibax Torun i Polen. Han slutade säsongen 2007 med ett snitt på 5,44 i elitserien (då körandes för Rospiggarna), en höjning på mer än en poäng.